# Унгурень (Бредулец, Арджеш)
Унгурень, Унгурені (рум. Ungureni) — село у повіті Арджеш в Румунії. Входить до складу комуни Бредулец.
Село розташоване на відстані 138 км на північний захід від Бухареста, 44 км на північ від Пітешть, 128 км на північний схід від Крайови, 79 км на південний захід від Брашова.

## Населення
За даними перепису населення 2002 року у селі проживали 96 осіб, усі — румуни. Усі жителі села рідною мовою назвали румунську.